# Día de Portugal

El Día de Portugal, de Camões y de las Comunidades Portuguesas conmemora el 10 de junio de 1580, fecha del fallecimiento del escritor Camões, de Portugal. Se celebra el día de la Lengua Portuguesa, del Ciudadano Nacional y de las Fuerzas Armadas.
 Durante el Estado Novo, de 1933 hasta la Revolución de los Claveles el 25 de abril de 1974, se celebraba como el Día de la Raza.

## Orígenes
Durante los trabajos legislativos después de la Proclamación de la República Portuguesa el 5 de octubre de 1910, fue publicado un decreto el 12 de octubre, estipulando los festivos nacionales. Algunas fechas fueran eliminadas, especialmente por ser religiosos, a fin de disminuir la influencia social de la Iglesia Católica, favoreciendo el laicismo en el Estado.
En este decreto quedarán consignados las fechas del 1 de enero, como día de la Fraternidad; 31 de enero en recuerdo de la revolución fallida en Oporto, siendo consagrado a los mártires de la República; el 5 de octubre, día de los Héroes de la República; 1 de diciembre, día de la Autonomía (Restauración de la independencia); y 25 de diciembre como día de la familia, en sustitución de la Navidad. 
El Decreto del 12 de junio daba posibilidad a los concejos de escoger un día al año que representase sus fiestas tradicionales y municipales.
Con la entrada en vigor de la Constitución de 1933, todas estas leyes quedaron sin efecto.

## Día de Camões

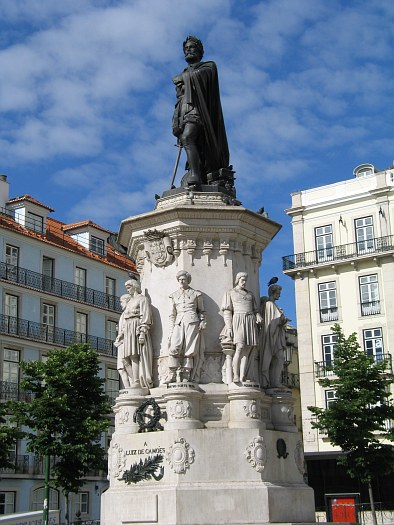
Estatua de Luís de Camões en Lisboa

Luís de Camões es el máximo exponente para Portugal, todo un símbolo para el republicanismo luso. Su fallecimiento acaecido en esta fecha, le dio un gran significado a la festividad, incluso a pesar de que era una fiesta prácticamente municipal en sus inicios. Su obra se sitúa entre el clasicismo y el manierismo y algunos de sus sonetos, como el conocido «Amor é fogo» («Amor es fuego»), anunciaba ya el barroco que se aproximaba. Hoy en día el Premio Luis de Camões, instituido en 1988 por los gobiernos de Brasil y Portugal, es el más importante en lengua portuguesa.

## Día de la Raza y Día de las Comunidades
El 10 de junio fue el día escogido cómo festividad de máxima exaltación para el Estado Novo, régimen dictatorial desde 1933, cuya líder fue Antonio de Oliveira Salazar. A partir de esta época el día de Camões pasó a ser festejado a nivel nacional. La generalización de estas celebraciones se debió bastante a la cobertura de los medios de comunicación social.
El régimen se apropió de ciertos héroes de la República, en un sentido estrictamente nacionalista y de conmemoración colectiva histórica y propagandística.
Hasta el 25 de abril de 1974, el 10 de junio era conocido como el Día de Camões, Portugal y la Raza, este último epíteto creado por Salazar. A partir de 1963, el 10 de junio comenzó a utilizarse para homenajear a las Fuerzas Armadas portuguesas, una exaltación de la guerra y el poder colonial. Con una filosofía diferente, la Tercera República lo convirtió en el Día de Portugal, de Camões y de las Comunidades Portuguesas en 1978. Desde el año 2013 la comunidad autónoma española de Extremadura también lo celebra.

## Día del Ángel de la Paz de Portugal

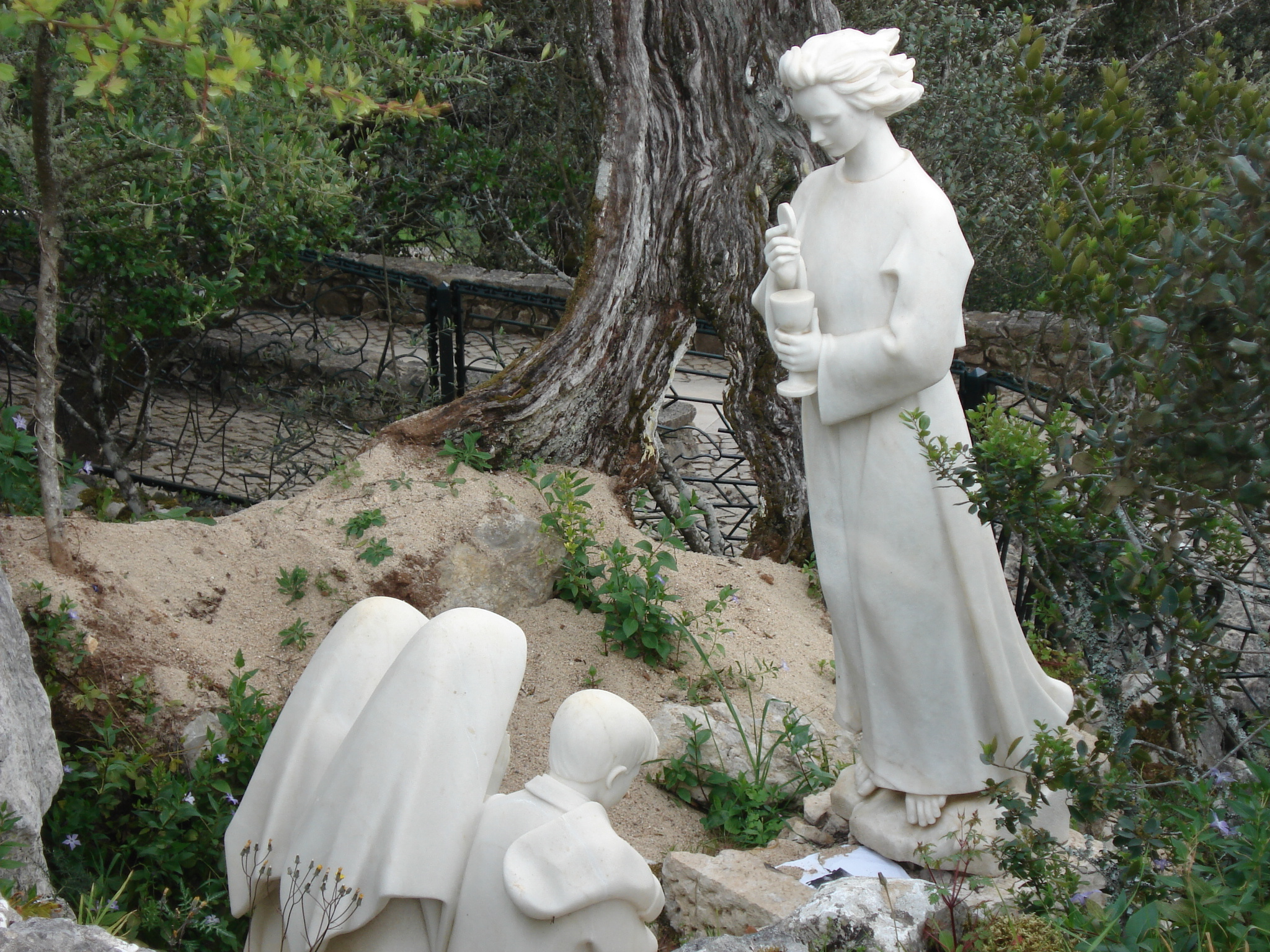
Ángel de la Paz en Fátima.

En 1504, el Papa Julio II, a instancias del rey Manuel I de Portugal, instituyó la fiesta del "Ángel Custodio del Reino" cuyo culto era antiguo en Portugal. La petición se hizo al papa León X y éste autorizó su celebración en el tercer domingo de julio. Su devoción casi desapareció después del siglo XVII, pero sería restaurado en el año 1952.
El Ángel se apareció por primera vez en la batalla de Ourique, y su devoción dio tal victoria a las fuerzas de D. Afonso Henriques sobre los invasores musulmanes, que le dio la oportunidad de proclamarse rey de Portugal.

## Conmemoraciones

### En Portugal
Las celebraciones del Día de Portugal, de Camões y de las Comunidades Portuguesas son celebradas por todo el país, pero solo las conmemoraciones oficiales son presididas por el Presidente de la República y muchas otras grandes, puedes llegar a estar presentes el presidente de la Asamblea de la República, el primer ministro, los ministros, los embajadores u otras personalidades. La conmemoración comprende diversas ceremonias como exposiciones, conciertos, festejos, desfiles, además de una ceremonia de condecoraciones hecha por el presidente de la República.
Desde 1977 decenas de ciudades han sido sede para las conmemoraciones, ocho de ellas no son capitales de distrito. Cada año, el presidente de la República elige una ciudad para albergar las celebraciones oficiales. En 2016, se llevaron a cabo las celebraciones oficiales por primera vez en dos ciudades a la vez: Lisboa y París, en lo que fue la primera elección de la ciudad anfitriona por Marcelo Rebelo de Sousa como presidente. También fue la primera vez que las celebraciones oficiales se celebraron en una ciudad fuera del país. A continuación, la lista de todas las ciudades que ya recibieron las conmemoraciones oficiales:
- 1977 - Guarda
- 1978 - Portalegre
- 1979 - Vila Real
- 1980 - Leiría
- 1981 - Funchal
- 1982 - Figueira da Foz
- 1983 - Lisboa
- 1984 - Viseo
- 1985 - Oporto
- 1986 - Évora
- 1987 - Lisboa
- 1988 - Covillana
- 1989 - Ponta Delgada
- 1990 - Braga
- 1991 - Tomar
- 1992 - Lisboa
- 1993 - Sintra
- 1994 - Coímbra
- 1995 - Oporto
- 1996 - Lagos
- 1997 - Chaves
- 1998 - Lisboa
- 1999 - Aveiro
- 2000 - Viseo
- 2001 - Oporto
- 2002 - Beja
- 2003 - Angra do Heroísmo
- 2004 - Braganza
- 2005 - Guimarães
- 2006 - Oporto
- 2007 - Setúbal
- 2008 - Viana do Castelo
- 2009 - Santarén
- 2010 - Faro
- 2011 - Castelo Branco
- 2012 - Lisboa
- 2013 - Elvas
- 2014 - Guarda
- 2015 - Lamego
- 2016 - Lisboa y París (Francia)
- 2017 - Oporto / Río de Janeiro y São Paulo (Brasil)
- 2018 - Ponta Delgada, Boston y Providence (EE. UU.)

### En otros países
El día de Portugal, de Camões y de las Comunidades portuguesas se celebra por todo el mundo, gracias a los descendientes portugueses a lo largo y ancho del mundo, a los cerca de cinco millones de emigrantes portugueses que viven fuera de Portugal y a todos los iberistas que promueven esta idea.

#### España
En Extremadura, se celebra principalmente en las ciudades de Badajoz y Olivenza, a través de diversas ceremonias, actividades, conciertos musicales que juntan millares de personas, entre emigrantes portugueses, luso-españoles o iberistas. Todo gracias al hecho de que es una región que tiene una gran relación con Portugal desde hace siglos, principalmente con la región vecina del Alentejo. El mejor ejemplo de esa relación es la Eurociudad de Elvas-Badajoz.

#### Canadá
En Toronto, Ontario, más de 200 000 luso-canadienses celebran la festividad, manteniendo una infinidad de eventos en torno a la fecha del 10 de junio. La semana del festival culmina con un desfile en la calle de Dundas, en la zona conocida como Little Portugal (Toronto). El desfile termina cerca de Trinity Bellwoods Park, en el que se producen innumerables espectáculos. El desfile del día de Portugal es el tercero más grande y celebró por primera vez en 1966.

#### Reino Unido
En 2009 en Londres, las fiestas fueron celebradas el 21 de junio, en Streatham Common Park, Londres. En 2010 e 2011, las fiestas fueron celebradas el 12 de junio e 13 de junio, respectivamente, en Kennington Park, en el sudeste de Londres, un área conocida como Little Portugal (Londres).

#### Brasil
El día de Portugal es celebrado en diversas ciudades de Brasil como Río de Janeiro o São Paulo. Residen en Brasil millones de descendientes portugueses, al haber sido colonia del país luso. Por ese motivo, esta festividad es celebrada por todo el territorio. En 2017, la festividad oficial del Días de Portugal, de Camões y de las Comunidades Portuguesas, decoraron la ciudad de Oporto y Río de Janeiro, conforme al anuncio del Presidente de la República. Fue, después de París, la segunda ciudad en conmemorar esta festividad fuera del país luso.
- Datos: Q183563
- Multimedia: Dia de Portugal / Q183563